# Robert Vrčon
Robert Vrčon, slovenski pevec baritonist, * 1960, Postojna.

## Življenje
Do leta 1981 je živel v Novi Gorici, kjer je obiskoval osnovno šolo in nato splošno gimnazijo, ki jo je dokončal leta 1980. Visokošolski študij etnologije in sociologije kulture na Filozofski fakulteti v Ljubljani je dokončal leta 1988, ko je na oddelku za etnologijo tudi diplomiral (naslov diplomske naloge: Zborovsko petje in pevska društva v Ljubljani med letoma 1918 in 1941).
Vzporedno s študijem na Filozofski fakulteti je obiskoval tudi Srednjo glasbeno in baletno šolo v Ljubljani, kjer je leta 1990 uspešno opravil diplomski nastop na oddelku za solopetje. Od januarja 1996 je angažiran v SNG Opera in balet Ljubljana kot operni pevec - solist. Pred tem je nastopal na tem odru kot gost.
Spoznavati različne načine človekovega vokalnega izražanja je drugi temeljni smisel delovanja baritonista Roberta Vrčona. Kot magister etnologije je bil do leta 2017 tudi sodelavec Glasbenonarodopisnega inštituta Znanstvenoraziskovalnega centra Slovenske akademije znanosti in umetnosti, kjer se je ukvarjal s preučevanjem slovenske ljudske vokalne glasbe.

## Vloge
- G. Bizet, Carmen (Morales, Zuniga, Escamillo);
- P. I. Čajkovski, Pikova dama (Tomski);
- E. Wolf-Ferrari, Štirje grobijani (Maurizio);
- G. Puccini, Turandot (Ping);
- G. C. Menotti, Konzul (John Sorel);
- L. W. Beethoven, Fidelio (don Pizzaro);
- G. Puccini, La Bohème (Schaunard);
- C. Debussy, Pelleas in Melisanda (Golaud);
- G. Mayerbeer, Hugenoti (Thore);
- G. Verdi, Ples v maskah (Renato);
- M. Kozina, Ekvinokcij (Niko);
- D. Cimarosa, Tajni zakon (Robinson);
- G. Puccini, Madama Butterfly (Sharpless);
- W. A. Mozart, Figarova svatba (Almaviva);
- J. Golob, Medeja (Jon);
- W. A. Mozart, Don Giovanni (don Giovanni);
- F. Lehar, Vesela vdova (Danilo Danilovič);
- D. Švara, Kleopatra (Cezar);
- J. Strauss, Netopir (dr. Falke);
- E. W. Ferrari, Zvedave ženske (Pantalone);
- W. Walton, Medved (Smirnov);
- F. Poulenc, Tejrezijeve dojke (Presto);
- S. Prokofjev, Zaljubljen v tri oranže (Pantalon);
- G. Puccini, La Bohème (Marcel);
- G. Verdi, Traviata (Germont);
- A. Borodin, Knez Igor (Galicki);
- I. Kalman, Kneginja čardaša (Feri fon Kerekeš);
- G. Puccini, Tosca (Scarpia);
- G. Rossini, Ženitna pogodba (Slook);
- G. Puccini, Manon Lescaut (Lescaut);
- G. Verdi, Nabucco (Nabucco);
- R. Wagner, Der Fliegende Holländer (Holländer, Holandec);
- J. Strauss, Netopir (Frank);
- R. Strauss, Salome (Johanaan);
- J. Offenbach, Orfej v peklu (Jupiter);
- J. Offenbach, Hoffmannove pripovedke (Lindorf, Coppelius, Dapertutto, Dr. Mirakel);
- P. I. Čajkovski, Devica Orleanska (Arhiepiskop);
- P. Šivic, Samorog (Bertram)
- V. Bellini, Capuleti in Montegi (Capellio)
- R. Strauss, Ariadna na Naksosu (Učitelj glasbe)
- A. Ajdič, Miši v operni hiši (Maestro)
- W. A. Mozart, Cosi fan tutte (Don Alfonso)